# PZL SW-4
Die PZL SW-4 Puszczyk (deutsch Waldkauz) ist ein leichter einmotoriger Mehrzweckhubschrauber des polnischen Herstellers PZL Świdnik mit Turbinenantrieb.

## Entwicklung
Świdnik begann im Jahr 1981 mit der Entwicklung eines neuen vier- bis fünfsitzigen Helikopters. Das Konzept sah den Einbau einer 300 kW starken PZL Rzeszow-GTD-350-Gasturbine vor; geplant war eine Geschwindigkeit von 240 km/h bei einer Reichweite von 900 Kilometern. 1985 wurde die Definition der SW-4 begonnen. Eine 1:1-Attrappe wurde 1987 fertiggestellt.
Nach dem Fall des Eisernen Vorhanges überarbeitete Świdnik das Modell vollständig. Neben dem neuen Antrieb, einer Allison-250-Turbine, erhielt der Hubschrauber einen stromlinienförmigeren Rumpf und ein verändertes Leitwerk.
Der erste Prototyp (Seriennummer 600102) – eine noch flugunfähige Testversion – wurde im Dezember 1994 vorgestellt und für Bodentests verwendet. Danach entstand eine Zelle für Bruchtests (SN: 600101) und zwei flugtüchtige Prototypen (SN: 600103 und 600104). Der Erstflug der vollständig in Rot lackierten 600103 fand am 26. Oktober 1996 statt. Diese Maschine erhielt das Luftfahrzeugkennzeichen SP-PSW. Die Flugversuche 1997 erzwangen noch Veränderungen am Rotorkopf, den Stabilisatoren und dem Hydrauliksystem. Der zweite ganz in Gelb lackierte flugfähige Prototyp wurde 1997 auf der Pariser Luftfahrtschau vorgestellt. Im Oktober 1998 erhielt er das Kennzeichen SP-PSZ, flog jedoch erst 2001 erstmals. Die Luftfahrtzulassung für den Typ wurde bereits 1999 erteilt, zeitgleich wurden auch die ersten fünf Serienmaschinen aufgelegt. Die Luftfahrtzulassung nach JAR-27 erfolgte am 14. November 2002.
Neben der Basisversion mit dem Allison-Antrieb plant PZL Świdnik eine zweite Variante mit Pratt & Whitney Canada PW200-Antrieben, die bei PZL gefertigt werden sollen. Daneben ist ein zweimotoriges Modell vorgesehen, da die europäischen Vorschriften den Einsatz einmotoriger Hubschrauber unter bestimmten Bedingungen einschränken.
Der SW-4 kann vielseitig eingesetzt werden, beispielsweise für Geschäftsflüge, Krankentransporte oder Polizeieinsätze. Auch im Grenzschutz oder in der militärischen Pilotenausbildung soll der Hubschrauber Verwendung finden.
2002 bestellte die polnische Luftwaffe 47 Maschinen, die bis 2010 ausgeliefert wurden. Der Listenpreis liegt bei 750.000 US-Dollar.
Mitte 2012 stellte der Hersteller den Prototyp einer optional unbemannt oder bemannt fliegenden Version des Hubschraubers vor, welche 2013 zum ersten Mal unbemannt fliegen sollte. Die als SW-4 Solo RUAS/OPH bezeichnete und in Zusammenarbeit mit Leonardo S.p.A. entwickelte Version flog aber erst am 18. Dezember 2016 in Italien erstmals ferngesteuert.

## Technische Daten

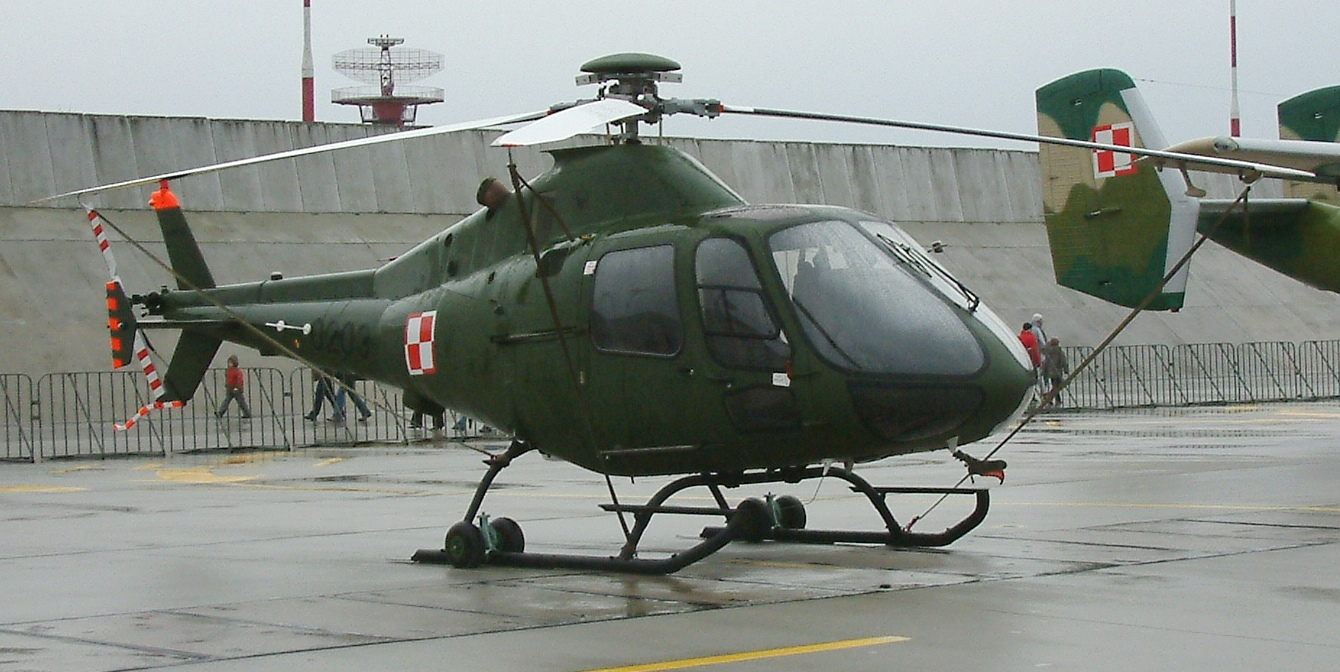
PZL SW-4 0203 der polnischen Luftwaffe

| Kenngröße             | Daten                                      |
| --------------------- | ------------------------------------------ |
| Besatzung             | 1–2                                        |
| Passagiere            | 3–4                                        |
| Rumpflänge            | 8,24 m                                     |
| Länge                 | 10,55 m                                    |
| Höhe                  | 3,05 m                                     |
| Hauptrotordurchmesser | 9,00 m                                     |
| Heckrotordurchmesser  | 1,50 m                                     |
| Leermasse             | 850 kg                                     |
| max. Startmasse       | 1.800 kg                                   |
| max. Tankinhalt       | 377 kg (471 l)                             |
| Höchstgeschwindigkeit | 260 km/h                                   |
| Dienstgipfelhöhe      | 5.000 m                                    |
| Reichweite            | 600 km                                     |
| Triebwerke            | 1 Turbine Allison 250 C20 R/2SP mit 335 kW |